# Thomas Stoltz Harvey
Thomas Stoltz Harvey (ur. 10 października 1912 w Louisville, zm. 5 kwietnia 2007 w Princeton) – amerykański lekarz patolog. Pamiętany jest głównie jako lekarz, który przeprowadził autopsję zmarłego w 1955 roku Alberta Einsteina. Pracował wówczas w Princeton Hospital, prawdopodobnie za samowolne pobranie narządów stracił pracę. Przez kolejne dwadzieścia lat przechowywał preparaty mózgu Einsteina w swoim domu. W 1988 przeszedł na emeryturę i przeniósł się do Lawrence, Kansas, potem do Weston, Missouri i do Titusville, New Jersey. Zmarł w University Medical Center w Princeton.